# Кубок Одесской области по футболу
Кубок Одесской области по футболу — областное соревнование любительских команд. Разыгрывается с 1939 года. С 2019 года проводится под эгидой Одесской областной футбольной ассоциацией (ООФА). До этого разыгрывался секцией футбола губсовфизкульта и облспорткомитета (1939 — 1959) и федерацией футбола Одесской области (1960 — 2017).

## История
Первый трофей был разыгран в 1939 году — его обладателем стала команда «Снайпер», представлявшая одесский завод «КинАп». В финале, который состоялся на стадионе «Спартак», «Снайпер» со счётом 4:0 обыграли вознесенский «Локомотив».
Как правило, турнир проводился по олимпийской системе, но были и исключения, как, например, в 1962 году, когда победитель определялся по результатам кругового микротурнира. А в 70-е гг. за победу в финале триумфатор получал лишь малый кубок, и для полноценного триумфа ему необходимо было выиграть ещё и у победителя Кубка Одессы среди коллективов физкультуры в матче за звание абсолютного обладателя Кубка области.
В 1985—1988 гг. кубок вручала редакция областной газеты «Черноморская коммуна», а его обладатель получал право участвовать в Кубке УССР среди коллективов физкультуры.
В 1989 году из-за большой плотности календаря областных соревнований турнир был объединён с Мемориалом Николая Трусевича и получил официальное название — Кубок Одесской области памяти Николая Трусевича. Первым победителем Кубка области памяти Трусевича стало одесское «Динамо», которое в том сезоне из организационных соображений временно сменило прописку и представляло Беляевку.
Что касается Мемориала Трусевича, то он был учреждён в 1966 году как турнир команд мастеров Одесской области — и в первых трёх розыгрышах принимали участие одесские футбольные клубы «Черноморец», СКА, «Автомобилист» и измаильский «Дунаец». Первый Мемориал выиграли одесские армейцы, которые в решающем матче со счётом 1:0 обыграли «Черноморец». Примечательно, что это была официальная игра чемпионата СССР первой группы класса А, и в газете «Советский спорт» отчёт о ней был опубликован под названием «Сразу в двух турнирах». Впоследствии турнир стал любительским и разыгрывался среди сборных ДСО и ведомств.
Рекордсменом Кубка Одесской области по количеству завоёванных трофеев является татарбунарское «Восстание» — татарбунарцы 7 раз выходили в финал и в 6-ти одержали победы. А чаще всех в финалах играл овидиопольский «Днестр» — овидиопольцы 8 раз добирались до решающих матчей и в 5-ти из них победили.

## Все финалы

### Кубок Одесской области
| Сезон | Обладатель                        | Финалист                         | Счёт          | Дата          | Город / Стадион                    | Зрители |
| ----- | --------------------------------- | -------------------------------- | ------------- | ------------- | ---------------------------------- | ------- |
| 1939  | «Снайпер» Одесса                  | «Локомотив» Вознесенск           | 4:0           | 30.06.1939    | Одесса / «Спартак»                 |         |
| 1951  | «Металлург» Одесса                |                                  |               |               |                                    |         |
| 1952  | ОДО Одесса                        |                                  |               |               |                                    |         |
| 1953  |                                   |                                  |               |               |                                    |         |
| 1954  |                                   |                                  |               |               |                                    |         |
| 1955  | «Металлург» Одесса                |                                  |               |               |                                    |         |
| 1956  |                                   |                                  |               |               |                                    |         |
| 1957  | СКВО Одесса                       |                                  |               |               |                                    |         |
| 1958  | «Шахтёр» Одесса                   |                                  |               |               |                                    |         |
| 1959  | СКВО Одесса                       | «Водник» Рени                    | 6:2           | 21.06.1959    | Рени / «Водник»                    |         |
| 1960  | «Локомотив» Одесса                | «Дзержинец» Одесса               | 4:0           | 03.07.1960    | Белгород-Днестровский / «Авангард» |         |
| 1961  | «Локомотив» Одесса                | «Водник» Килия                   | 4:2           | 16.07.1961    | Измаил / СДП                       |         |
| 1962  | «Дунаец» Измаил                   | СКА Одесса и «Локомотив» Котовск |               | 06-08.07.1962 | Татарбунары / «Колос»              |         |
| 1963  | «Таксомотор» Одесса               |                                  |               |               |                                    |         |
| 1964  | «Локомотив» Котовск               | «Торпедо» Одесса                 |               |               |                                    |         |
| 1965  | «Локомотив» Одесса                | «Восстание» Татарбунары          | 2:1 д.в.      | 17.07.1965    | Белгород-Днестровский / «Авангард» |         |
| 1966  | «Восстание» Татарбунары           | «Темп» Котовск                   | 1:0 д.в.      | 20.07.1966    | Раздельная / «Спартак»             |         |
| 1967  | «Восстание» Татарбунары           | «Сельхозтехника» Саврань         | 1:0           | 23.07.1967    | Белгород-Днестровский / «Авангард» |         |
| 1968  | «Спартак» Одесса                  | «Сельхозтехника» Саврань         | 2:0           | 10.07.1968    | Белгород-Днестровский / «Авангард» |         |
| 1969  | «Восстание» Татарбунары           | «Колос» Расцвет                  | 5:1           | 20.07.1969    | Белгород-Днестровский / «Авангард» |         |
| 1970  | «Портовик» Ильичёвск              | «Сельхозтехника» Саврань         | 5:2           | 12.07.1970    | Одесса / ЧМП                       |         |
| 1971  | «Восстание» Татарбунары           | «Локомотив» Одесса               | 3:0           | 25.07.1971    | Одесса / ЧМП                       |         |
| 1972  | «Спецмотобаза» Одесса             | «Дзержинец» Овидиополь           | 7:0           | 05.08.1972    | Одесса / СКА                       |         |
| 1973  | «Портовик» Ильичёвск              |                                  |               |               |                                    |         |
| 1974  | «Гвардеец» Одесса                 |                                  |               |               |                                    |         |
| 1975  | СКА Одесса                        | «Портовик» Ильичёвск             | 1:1 д.в., 1:0 | 23-24.07.1975 | Одесса / СКА                       |         |
| 1976  | «Восстание» Татарбунары           | «Торпедо» Одесса                 | 4:3 д.в.      | 28.07.1976    | Одесса / ЧМП                       |         |
| 1977  | «Портовик» Ильичёвск              | ЗОР Одесса                       | 1:0           | 31.07.1977    | Одесса / ЧМП                       |         |
| 1978  | «Торпедо» Одесса                  | ЗОР Одесса                       | 8:0           | 02.08.1978    | Одесса / ЧМП                       |         |
| 1979  | «Портовик» Ильичёвск              | «Колос» Березовка                | 2:0           | 15.07.1979    | Березовка / «Колос»                |         |
| 1980  | «Восстание» Татарбунары           | «Дружба» Заря                    | 2:0           | 24.08.1980    | Одесса / «Январец»                 |         |
| 1981  | «Дзержинец» Овидиополь            | «Такси» (АТП-15101) Одесса       | 1:0           | 10.05.1981    | Ильичёвск / ИСРЗ                   |         |
| 1982  | «Дзержинец» Овидиополь            | «Локомотив» Котовск              | 4:0           | 13.06.1982    | Одесса / «Торпедо»                 |         |
| 1983  | «Такси» (АТП-15102) Одесса        | «Такси» (АТП-15101) Одесса       | 2:1 д.в.      | 25.05.1983    | Одесса / СКА                       |         |
| 1984  | СДЮСШОР «Черноморец» Одесса       | «Буджак» Арциз                   | 5:0           | 10.06.1984    | Татарбунары / «Колос»              |         |
| 1985  | «Строитель» Белгород-Днестровский | «Динамо» Одесса                  | 2:1 д.в.      | 30.06.1985    | Одесса / СКА                       |         |
| 1986  | «Динамо» Одесса                   | «Дзержинец» Овидиополь           | 2:0           | 09.07.1986    | Ильичёвск / ИСРЗ                   |         |
| 1987  | ЗОР Одесса                        | «Динамо» Одесса                  | 0:0 пен.5:3   | 01.07.1987    | Одесса / СКА                       |         |
| 1988  | «Динамо» Одесса                   | «Первомаец» Первомайское         | 5:1           | 26.06.1988    | Одесса / СКА                       |         |

### Кубок Одесской области памятиНиколая Трусевича
| Сезон   | Обладатель                | Финалист                           | Счёт          | Дата                  | Город / Стадион                                | Зрители       |
| ------- | ------------------------- | ---------------------------------- | ------------- | --------------------- | ---------------------------------------------- | ------------- |
| 1989    | «Динамо» Беляевка         | «Портовик» Ильичёвск               | 2:0           | 09.05.1989            | Одесса / «Спартак»                             |               |
| 1990    | «Динамо» Одесса           | «Дружба» Заря                      | 9:0           | 27.05.1990            | Одесса / «Спартак»                             |               |
| 1991    | «Динамо» Одесса           | «Благо» Благоево                   | 2:1           | 18.08.1991            | Одесса / «Спартак»                             |               |
| 1992    | «Благо» Благоево          | «Днестровец» Белгород-Днестровский | 2:1           | 30.05.1992            |                                                |               |
| 1992/93 | «Благо» Благоево          | «Стройгидравлика» Одесса           | 5:3 3:4       | 05.06.1993 09.06.1993 | Одесса / «Стройгидравлика» Благоево / «Благо»  | 250 200       |
| 1993/94 | «Первомаец» Первомайское  | «Колос» Еремеевка                  | 12:2 2:0      | 14.05.1994 21.05.1994 | Еремеевка / «Колос» Одесса / «Стройгидравлика» | 150 200       |
| 1994/95 | «Рыбак» Одесса            | «Первомаец» Первомайское           | 2:0 0:0       | 25.05.1995 07.06.1995 | Одесса / «Стройгидравлика»                     | 150 500       |
| 1995/96 | «Монолит» Ильичёвск       | «Одесгаз» Одесса                   | 3:0 0:1       | 25.06.1996 29.06.1996 | Одесса / ЗОР Ильичёвск / ИСРЗ                  | 1000          |
| 1996/97 | «Лотто-GCM» Одесса        | СК «Южный»                         | 2:1 2:2       | 05.07.1997 10.07.1997 | Одесса / СКА Южный / «Смена»                   | 300 500       |
| 1997/98 | «Маяк» Маяки              | «Днестр» Овидиополь                | 2:1 д.в.      | 18.07.1998            | Одесса / ЧМП                                   | 100           |
| 1998/99 | «Днестр» Овидиополь       | «Сигнал» Одесса                    | 1:0           | 03.07.1999            | Одесса / СКА                                   | 600           |
| 1999/00 | «Днестр» Овидиополь       | «Шустов» Великодолинское           | 1:0           | 16.07.2000            | Овидиополь / «Днестр»                          | 500           |
| 2001    | СКА Одесса                | «Иван» Одесса                      | 2:1           | 18.11.2001            | Одесса / СКА                                   | 500           |
| 2002    | «Сигнал» Одесса           | «Тирас-2500» Белгород-Днестровский | 4:3           | 01.08.2002            | Одесса / СКА                                   | 1500          |
| 2003    | ФК «Беляевка»             | «Иван» Одесса                      | 2:1           | 27.07.2003            | Одесса / СКА                                   | 150           |
| 2004    | «Иван» Одесса             | ФК «Беляевка»                      | 2:1           | 26.09.2004            | Одесса / СКА                                   | 300           |
| 2005    | ФК «Беляевка»             | «Тирас-2500» Белгород-Днестровский | 0:0 пен.5:3   | 25.09.2005            | Одесса / СКА                                   | 300           |
| 2006    | «Бриз» Измаил             | «Энергетик» Теплодар               | 3:1           | 14.10.2006            | Белгород-Днестровский / ДЮСШ                   | 300           |
| 2007    | «Таврия В» Еремеевка      | «Бриз» Измаил                      | 3:0           | 04.11.2007            | Одесса / ФСК «Иван»                            | 500           |
| 2008    | «Спартак» Раздельная      | ФК «Тарутино»                      | 1:1 пен.6:5   | 02.11.2008            | Александровка / ИЗЖБК                          | 500           |
| 2009    | ФК «Беляевка»             | «Таврия В-Заря» Еремеевка          | 2:1           | 31.10.2009            | Одесса / ФСК «Иван»                            | 200           |
| 2010    | «Еремеевский» Еремеевка   | «Нива» Таирово                     | 1:1 пен.4:2   | 30.10.2010            | Одесса / УТБ «Совиньон»                        | 500           |
| 2011    | «Еремеевский» Еремеевка   | ФК «Тарутино»                      | 1:0           | 10.09.2011            | Одесса / ФСК «Иван»                            | 200           |
| 2012    | ФК «Тарутино»             | СКА Одесса                         | 4:1           | 05.05.2012            | Овидиополь / «Днестр»                          | 100           |
| 2013    | ФК «Таирово»              | «Балканы» Заря                     | 2:1 д.в.      | 25.08.2013            | Выпасное / «Нива» им. Мичурина                 | 645           |
| 2014    | «Балканы» Заря            | «Хаджибей» Усатово                 | 3:0           | 01.11.2014            | Великий Дальник / «Великий Дальник»            | 1000          |
| 2015    | «Балканы» Заря            | ФК «Еремеевка»                     | 3:0           | 14.11.2015            | Беляевка / ДЮСШ                                | 750           |
| 2016    | «Днестр» Овидиополь       | «Олимп» Кирнички                   | 1:1 пен.4:3   | 05.11.2016            | Великий Дальник / «Великий Дальник»            | 370           |
| 2017    | «Олимп-Люксеон» Кирнички  | «Локомотив» Котовск                | 7:1           | 11.11.2017            | Великий Дальник / «Великий Дальник»            | 100           |
| 2018    | не проводился             | не проводился                      | не проводился | не проводился         | не проводился                                  | не проводился |
| 2019    | «Хаджибей» Усатово        | ФК «Кулевча»                       | 4:2           | 19.10.2019            | Одесса / ФСК «Иван»                            | 200           |
| 2020    | «Хаджибей» Усатово        | ФК «Тарутино-Сегедка»              | 1:1 пен.5:4   | 21.11.2020            | Одесса / ФСК «Иван»                            | 0             |
| 2021    | ФК «Березино»             | «Хаджибей» Усатово                 | 4:2           | 13.11.2021            | Черноморск / «Черноморск Арена»                | 300           |
| 2022    | «Титан» Одесса            | «Южная Пальмира НГУ» Одесса        | 3:1           | 26.11.2022            | Одесса / УТБ «Архитекторская»                  | 75            |
| 2023    | «Титан» Одесса            | «Южная Пальмира НГУ» Одесса        | 3:1           | 25.10.2023            | Черноморск / «Черноморск Арена»                |               |
| 2024    | «Империя Холода» Подольск | ФК «Заря»                          | 2:2 пен.10:9  | 14.09.2029            | Маяки / им. К.Л. Любчика                       | 150           |

### Призёры Мемориала Трусевича до объединения с Кубком области
| Сезон | Победитель                   | 2 место                 | 3 место               |
| ----- | ---------------------------- | ----------------------- | --------------------- |
| 1966  | СКА Одесса                   | «Черноморец» Одесса     | «Автомобилист» Одесса |
| 1967  | «Черноморец» Одесса          | СКА Одесса              | «Дунаец» Измаил       |
| 1968  | «Черноморец» Одесса          |                         |                       |
| 1969  |                              |                         |                       |
| 1970  |                              |                         |                       |
| 1971  | СКА (клубная команда) Одесса | «Спартак» Одесса        |                       |
| 1972  | СКА (клубная команда) Одесса | «Восстание» Татарбунары |                       |
| 1973  |                              |                         |                       |
| 1974  | СКА (клубная команда) Одесса | «Торпедо» Одесса        |                       |
| 1975  |                              |                         |                       |
| 1976  |                              |                         |                       |
| 1977  | «Авангард» Одесса            |                         |                       |
| 1978  | ДСО «Авангард»               | ДСО «Водник»            | ДСО «Буревестник»     |
| 1979  | ДСО «Авангард-2»             | ДСО «Спартак-1»         | ДСО «Водник»          |
| 1980  | ДСО «Авангард» (ЗОР Одесса)  | ДСО «Водник»            | ДСО «Спартак»         |
| 1981  | ДСО «Спартак»                | ДСО «Авангард»          | ДСО «Водник»          |
| 1982  | ДСО «Спартак»                | ДСО «Авангард»          |                       |
| 1983  | ДСО «Спартак»                | ДСО «Авангард»          |                       |
| 1984  | ДСО «Авангард»               | ДСО «Спартак»           | ДСО «Буревестник»     |
| 1985  | ДСО «Буревестник»            | ДСО «Авангард»          |                       |
| 1986  |                              |                         |                       |
| 1987  |                              |                         |                       |
| 1988  | «Спецмотобаза» Одесса        | «Кислородмаш» Одесса    |                       |